# Hya chamberlini
Hya chamberlini är en spindeldjursart som beskrevs av Harvey 1993. Hya chamberlini ingår i släktet Hya och familjen Hyidae. Inga underarter finns listade i Catalogue of Life.